# Parafia św. Andrzeja Apostoła w Sieciechowicach
Parafia świętego Andrzeja Apostoła w Sieciechowicach – parafia rzymskokatolicka, znajdująca się w diecezji kieleckiej, w dekanacie skalskim.